# Чемпионат мира по спортивному ориентированию
Чемпионат мира по спортивному ориентированию (англ. World Orienteering Championships) — ежегодные соревнования, организованные международной федерацией спортивного ориентирования (ИОФ) (англ. IOF) для выявления сильнейших спортсменов-ориентировщиков.
Предмет данной статьи — чемпионаты мира по ориентированию бегом (англ. Foot Orienteering). Не следует путать данный вид ориентирования с другими видами ориентирования, культивируемыми международной федерацией ориентирования. Под эгидой ИОФ проводятся также чемпионаты мира по ориентированию на лыжах (англ. Ski Orienteering), на велосипедах (англ. Mountain Bike Orienteering) и трейл ориентированию (англ. Trail Orienteering).

## Формат
| дисциплина            | назв. на англ.     | годы      |
| --------------------- | ------------------ | --------- |
| индивидуальная        | англ. individual   | 1966-1989 |
| классическая          | англ. classic      | 1991-2001 |
| короткая              | англ. short        | 1991-2001 |
| длинная               | англ. long         | c 2003    |
| средняя               | англ. middle       | c 2003    |
| спринт                | англ. sprint       | c 2001    |
| эстафета              | англ. relay        | c 1966    |
| спринтерская эстафета | англ. sprint relay | c 2014    |
| спринт на выбывание   | англ. knockout     | c 2020    |

Изначально чемпионаты мира проводились один раз каждые два года. С 2003 года они проводятся ежегодно.
Программа чемпионатов мира менялась на протяжении своей истории. Так в 1966 году она состояла только из индивидуальной гонки и эстафеты и весь чемпионат мира укладывался в два дня — с 1 по 2 октября 1966 года. Начиная с чемпионата мира 1991 года в Чехословакии, программа расширилась и включала в себя короткую дистанцию (время победителя 25 минут), классическую дистанцию и эстафету. Последняя реорганизация программы чемпионатов мира была проведена в 2003 году. И в данный момент чемпионаты мира проводятся по следующей программе:
- спринт
- спринт на выбывание
- спринтерская эстафета
- средняя дистанция
- длинная дистанция
- эстафета.

В соответствии с редакцией правил международной федерации от 1 июня 2009 года, каждая федерация может заявить на ЧМ не более 14 спортсменов (7 мужчин и 7 женщин). Причем, в каждом виде программы от страны могут принимать участие не более 3-х мужчины и 3-х женщин. Действующий чемпион может быть заявлен сверх нормы в три человека.
15 лучших из каждого квалификационного забега проходят в финал и разыгрывают между собой звание чемпиона.
IOF намерена в будущем изменить формат проведения чемпионатов мира с целью увеличения привлекательности ориентирования как для зрителей, так и для телевидения. Среди возможных будущих изменений увеличение количества разыгрываемых медалей (например, за счет появления смешанной эстафеты) и исключение квалификационных забегов из программы чемпионата (за исключением спринта).
На генеральной ассамблее IOF в Лозанне в 2012 году было принято решение включить в программу чемпионатов мира и Всемирных игр новый формат «Sprint Relay».
Уже на ЧМ 2014 Sprint Relay будет включен в программу чемпионата. Sprint Relay это смешанная эстафета Ж-М-М-Ж, которая проводится на картах «спринта», с расчетным временем победителя в районе 60 минут.

## История
| Год  | Дата проведения     | Место проведения                 |
| ---- | ------------------- | -------------------------------- |
| 1966 | 1-2 октября         | Финляндия, Фискари (Fiskars)     |
| 1968 | 28-29 сентября      | Швеция, Линчёпинг                |
| 1970 | 27-29 сентября      | ГДР, Фридрихрода                 |
| 1972 | 14-16 сентября      | Чехословакия, Йичин              |
| 1974 | 20-22 сентября      | Дания, Виборг/Силькеборг         |
| 1976 | 24-26 сентября      | Великобритания, Авимор           |
| 1978 | 15-17 сентября      | Норвегия, Конгсберг              |
| 1979 | 2-4 сентября        | Финляндия, Тампере               |
| 1981 | 4-6 сентября        | Швейцария, Тун                   |
| 1983 | 1-4 сентября        | Венгрия, Залаэгерсег             |
| 1985 | 4-6 сентября        | Австралия, Бендиго               |
| 1987 | 3-5 сентября        | Франция, Жерармер                |
| 1989 | 17-20 августа       | Швеция, Шёвде                    |
| 1991 | 21-25 августа       | Чехословакия, Марианске-Лазне    |
| 1993 | 9-14 октября        | США, Вест-Пойнт (Нью-Йорк)       |
| 1995 | 15-20 августа       | Германия, Детмолд                |
| 1997 | 11-16 августа       | Норвегия, Гримстад               |
| 1999 | 1-8 августа         | Великобритания, Инвернесс        |
| 2001 | 29 июля — 4 августа | Финляндия, Тампере               |
| 2003 | 3-9 августа         | Швейцария, Рапперсвиль-Йона      |
| 2004 | 11-19 сентябрь      | Швеция, Вестерос                 |
| 2005 | 9-15 августа        | Япония, Айти                     |
| 2006 | 1-5 августа         | Дания, Орхус                     |
| 2007 | 18-26 августа       | Украина, Киев                    |
| 2008 | 10-20 июля          | Чехия, Оломоуц                   |
| 2009 | 18-23 августа       | Венгрия, Мишкольц                |
| 2010 | 8-15 августа        | Норвегия, Тронхейм               |
| 2011 | 13-20 августа       | Франция, Савойя                  |
| 2012 | 14-22 июля          | Швейцария, Лозанна               |
| 2013 | 6-14 июля           | Финляндия, Вуокатти              |
| 2014 | 5—13 июля           | Италия, Азиаго-Лавароне          |
| 2015 | 1-7 августа         | Великобритания, Мори (Шотландия) |
| 2016 | 20-28 августа       | Швеция, Стрёмстад                |
| 2017 | 30 июня — 8 июля    | Эстония, Отепя                   |
| 2018 | 8-14 августа        | Латвия, Рига/Сигулда             |
| 2019 | 12-17 августа       | Норвегия, Эстфолл                |
| 2020 | 6-11 июля           | Дания, Коллинг/Вайле/Фредерисия  |

После того как в 1961 году на Конгрессе в Копенгагене была организована Международная федерация спортивного ориентирования (ИОФ), одной из главных задач ИОФ стала унификация требований к спортивным картам, в том числе требования к масштабу, и систематизация условных топографических знаков. Поэтому одним из первых был создан комитет по подготовке единых международных правил соревнований. На следующем конгрессе ИОФ в 1963 году в Лейпциге был утвержден Устав федерации, а комитет по подготовке правил преобразован в техническую комиссию.

Победный финиш Ингрид Хадлер на ЧМ 1970, ГДР

Первым практическим шагом новой федерации стало проведение официальных международных соревнований. Первые официальные международные соревнования по спортивному ориентированию состоялись в сентябре 1962 года в Норвегии и имели статус чемпионата Европы. На этот первый европейский чемпионат, который принимал небольшой норвежский городок Лётен (норв. Løten), съехались спортсмены из европейских стран, и в программе соревнования была всего одна дисциплина — классическая дистанция. Спортивные карты представляли собой чёрно-белые фотоотпечатки и имели масштаб 1: 25 000. Мужчины преодолевали дистанцию длиной в 16,7 километра с 13 контрольными пунктами, а женщины соревновались на дистанции в 7,5 км с 7 КП.
На втором чемпионате Европы, который состоялся в 1964 году Швейцарском городке Ле-Брасю (фр. Le Brassus), в программу соревнований впервые была включена эстафета.
Чемпионаты Европы можно считать предшественниками чемпионатов мира. На третьем конгрессе ИОФ, который состоялся в Болгарии в 1965 году, было принято решение об переименовании чемпионата Европы в чемпионат мира, хотя в это время членами ИОФ были всего 11 стран и все они представляли европейский континент.
Первый чемпионат мира состоялся с 1 по 2 октября 1966 года в Финляндии. В нём приняли участие спортсмены из 11 стран — Австрии, Болгарии, Великобритании, Венгии, ГДР, Дании, Норвегии, Финляндии, Чехословакии, Швейцарии и Швеции. Подавляющее преимущество на первых чемпионатах имели скандинавские ориентировщики.
С различной периодичностью чемпионаты мира проводились на четырёх континентах (в Европе, Австралии, Америке, Азии) и более чем в 15 странах.
На 2014 год членами ИОФ являлись 76 стран, включая такие как Мозамбик, Монголия и Индонезия.
Первый чемпионат мира по спортивному ориентированию на лыжах состоялся в 1975 году в Финляндии, а первый чемпионат мира по спортивному ориентированию на велосипедах состоялся в 2002 во Франции.
Чемпионат 2011 года стал дебютным для целого ряда стран, так впервые в нём приняли участие команды Барбадоса, Кипра, Греции, Киргизии, Македонии, Сербии и Уругвая.

## Участие советских/российских спортсменов
Советский Союз стал членом ИОФ (международной федерации спортивного ориентирования) в 1986 году. До этого момента советские спортсмены не могли участвовать в чемпионатах мира. Хотя интерес к самому значимому соревнованию по спортивному ориентированию — чемпионату мира, у советских спортсменов был и они неоднократно ездили на ЧМ в качестве наблюдателей.
Чемпионат мира 1987 года во Франции стал первым для советских спортсменов. Пятое место в женской и мужской эстафете и 11 место в индивидуальной мужской гонке были восприняты иностранными специалистами как сенсационные.
Первые медали советские ориентировщики завоевали уже на чемпионате мира 1989 года в Швеции. Латышка Алида Абола — многократная чемпионка СССР выиграла на индивидуальной дистанции бронзовую медаль. Через два года, на следующем чемпионате мира в Чехословакии, эстонец Сикстен Сильд завоевал бронзу на классической дистанции, а ещё один советский спортсмен — ленинградец Владимир Алексеев занял четвёртое место.
Первых российских медалей на летних чемпионатах мира пришлось ждать более 10 лет. Удачным для российской команды стал чемпионат мира 2004 в шведском Вестеросе. Российская команда завоевала сразу три медали чемпионатов мира. Валентин Новиков завоевал серебро на средней дистанции, уступив только действующему чемпиону, «королю средней дистанции» Тьерри Жоржиу. Удачно сложился чемпионат и для Татьяны Рябкиной, которая выиграла серебро на средней дистанции. Жирную точку поставила мужская эстафетная команда, впервые завоевав серебряные медали.
На следующем чемпионате мира 2005 в Японии Россия завоевала первое золото на летних чемпионатах мира. Андрей Храмов выиграл длинную дистанцию.
Мужская эстафетная команда в составе Ефимов, Храмов, Новиков два года подряд в 2006 и 2007 становилась лучшей командой чемпионата.
|                                                                           | |
| Россиянин Андрей Храмов на длинной дистанции чемпионата мира 2007 в Киеве | Женская эстафетная команда с серебряными медалями чемпионата мира (Оломоуц, Чехия, 2008 год). Слева направо: Т. Рябкина, Ю. Новикова, Г. Виноградова |

## Статистика
Победителями чемпионатов мира по спортивному ориентированию в беговых дисциплинах становились спортсмены Норвегии, Швеции, Финляндии, Венгрии, Швейцарии, Чехии, России, Украины, Дании, Франции, Австрии, Великобритании и Австралии.
| №                                   | страна         | золото | серебро | бронза | всего |
| ----------------------------------- | -------------- | ------ | ------- | ------ | ----- |
| 1.                                  | Швеция         | 51     | 54      | 52     | 157   |
| 2.                                  | Норвегия       | 45     | 45      | 42     | 132   |
| 3.                                  | Швейцария      | 44     | 35      | 32     | 111   |
| 4.                                  | Финляндия      | 24     | 42      | 29     | 95    |
| 5.                                  | Франция        | 13     | 5       | 9      | 27    |
| 6.                                  | Россия         | 11     | 9       | 13     | 33    |
| 7.                                  | Дания          | 11     | 8       | 6      | 25    |
| 8.                                  | Чехия          | 5      | 9       | 13     | 27    |
| 9.                                  | Великобритания | 3      | 4       | 4      | 11    |
| 10.                                 | Венгрия        | 3      | 1       | 2      | 6     |
| 11.                                 | Украина        | 1      | 3       | 3      | 7     |
| 12.                                 | Австрия        | 1      | 1       | 0      | 2     |
| 13.                                 | Латвия         | 1      | 0       | 2      | 3     |
| 14.                                 | Австралия      | 1      | 0       | 0      | 1     |
| 15.                                 | Новая Зеландия | 0      | 1       | 0      | 1     |
| 16.                                 | Беларусь       | 0      | 0       | 1      | 1     |
| 16.                                 | Германия       | 0      | 0       | 1      | 1     |
| 16.                                 | Италия         | 0      | 0       | 1      | 1     |
| Общее кол-во медалей на август 2018 |                |        |         |        |       |

- Самой титулованной спортсменкой на данный момент является швейцарка Симона Ниггли (англ. Simone Niggli). На данный момент (2013 год) она является двадцатитрехкратной чемпионкой мира. Причем, два раза в 2003 и в 2005 она выиграла все четыре дистанции чемпионатов мира[19].
- Самым титулованным ориентировщиком мужчиной является француз Тьерри Жоржиу.
- Хэнни Оллстон (англ. Hanny Allston) из Австралии стала первой неевропейкой, кому удалось завоевать титул чемпионки мира. На чемпионате мира 2006 в Орхусе (Дания) она выиграла золотую медаль в спринте.
- Она же является единственной юниоркой, кому удалось выиграть взрослый чемпионат мира.
- Самым титулованным российским спортсменом является Андрей Храмов — обладатель шести золотых медалей чемпионатов мира, завоеванных на шести последовательных чемпионатах, начиная с 2005 года.
- Швейцарка, мать четверых детей Врони Кёниг-Салми в возрасте 39 лет завоевала серебро на ЧМ 2008 в Чехии.
- Единственную на данный момент (2010) медаль в копилку сборной Италии принес россиянин Михаил Мамлеев, с 2006 года выступающий за Италию.

## Результаты

### Индивидуальная/Классическая/Длинная

#### Мужчины
| Год  | Золото            | Серебро             | Бронза                | Прим.                              |
| ---- | ----------------- | ------------------- | --------------------- | ---------------------------------- |
| 1966 | Оге Хадлер        | Аймо Тепселль       | Андерс Морелиус       | 14.1 км, 11 кп                     |
| 1968 | Карл Юханссон     | Стуре Бьёрк         | Оге Хадлер            | 14.7 км, 18 кп                     |
| 1970 | Стиг Берге        | Karl John           | Дитер Хуллигер        | 14.5 км, 19 кп                     |
| 1972 | Оге Хадлер        | Стиг Берге          | Бернт Фрилен          | 13.5 км, 18 кп                     |
| 1974 | Бернт Фрилен      | Ян Фьерестад        | Эйстейн Вельтцин      | 15.9 км, 26 кп                     |
| 1976 | Эгиль Йохансен    | Рольф Петтерссон    | Свейн Якобсен         | 15.5 км, 24 кп                     |
| 1978 | Эгиль Йохансен    | Ристо Нуурос        | Симо Нурминен         | 15.7 км, 21 кп                     |
| 1979 | Эйвин Тон         | Эгиль Йохансен      | Туре Сагвольден       | 15.1 км, 16 кп                     |
| 1981 | Эйвин Тон         | Туре Сагвольден     | Мортен Берглиа        | 14.1 км, 18 кп                     |
| 1983 | Мортен Берглиа    | Эйвин Тон           | Сигурд Дэли           | 14.0 км, 24 кп                     |
| 1985 | Кари Саллинен     | Туре Сагвольден     | Эгиль Иверсен         | 15.2 км, 23 кп                     |
| 1987 | Кент Ульссон      | Туре Сагвольден     | Урс Флюман            | 14.6 км, 21 кп                     |
| 1989 | Петтер Торесен    | Кент Ульссон        | Ховард Твейте         | 17.7 км, 24 кп                     |
| 1991 | Йёрген Мортенссон | Кент Ульссон        | Сикстен Сильд         | 17.4 км, 25 кп                     |
| 1993 | Аллан Могенсен    | Йёрген Мортенссон   | Петтер Торесен        | 13.5 км, 19 кп                     |
| 1995 | Йёрген Мортенссон | Янне Салми          | Карстен Йоргенсен     | 16.2 км, 30 кп                     |
| 1997 | Петтер Торесен    | Йёрген Мортенссон   | Хьетиль Бьёрло        | 13.7 км, 24 кп                     |
| 1999 | Бьёрнар Вальстад  | Карл-Хенрик Бьёрсет | Ален Берже            | 15.7 км, 25 кп                     |
| 2001 | Йорген Роструп    | Яни Лаканен         | Карл-Хенрик Бьёрсет   | 14.4 км, 26 кп                     |
| 2003 | Томас Бюрер       | Юрий Омельченко     | Эмиль Вингстедт       | 16.7 км, 34 кп                     |
| 2004 | Бьёрнар Вальстад  | Маттиас Карлссон    | Хольгер Хотт Йохансен |                                    |
| 2005 | Андрей Храмов     | Марк Лауэнштайн     | Хольгер Хотт Йохансен | 12.9 км, 29 кп                     |
| 2006 | Яни Лаканен       | Марк Лауэнштайн     | Андрей Храмов         | 17.5 км, 32 кп                     |
| 2007 | Матиас Мерц       | Андрей Храмов       | Андерс Нордберг       | 18.17 км, 28 кп                    |
| 2008 | Даниэль Хубман    | Андерс Нордберг     | Франсуа Гонон         | 17.3 км, 36 кп                     |
| 2009 | Даниэль Хубман    | Тьерри Жоржиу       | Михаил Мамлеев        | 17.55 км, 33 кп                    |
| 2010 | Улав Лунданес     | Андерс Нордберг     | Тьерри Жоржиу         | 15.11 км, 28 кп результаты         |
| 2011 | Тьерри Жоржиу     | Паси Иконен         | Франсуа Гонон         | Цветков—12, Бортник—13, Новиков—14 |
| 2012 | Улав Лунданес     | Матиас Мерц         | Эдгар Бертукс         |                                    |
| 2013 | Тьерри Жоржиу     | Яни Лаканен         | Эдгар Бертукс         |                                    |
| 2014 | Тьерри Жоржиу     | Даниэль Хубман      | Улав Лунданес         |                                    |
| 2015 | Тьерри Жоржиу     | Даниэль Хубман      | Улав Лунданес         |                                    |
| 2016 | Улав Лунданес     | Тьерри Жоржиу       | Даниэль Хубман        |                                    |
| 2017 | Улав Лунданес     | Леонид Новиков      | Уильям Линд           |                                    |

#### Женщины
| Год  | Золото                   | Серебро                   | Бронза                | Прим.                                                                 |
| ---- | ------------------------ | ------------------------- | --------------------- | --------------------------------------------------------------------- |
| 1966 | Улла Линдквист           | Кети Перх-Нильсен         | Райла Хови            | 6.6 км, 6 кп                                                          |
| 1968 | Улла Линдквист           | Ингрид Хадлер             | Черстин Гранстедт     | 7.8 км, 10 кп                                                         |
| 1970 | Ингрид Хадлер            | Улла Линдквист            | Кристин Даниэльсен    | 7.5 км, 10 кп                                                         |
| 1972 | Шарольта Моншпарт        | Пирьо Сеппя               | Биргитта Ларссон      | 7.1 км, 12 кп                                                         |
| 1974 | Мона Нёргор              | Кристин Кульман           | Оути Боргенстрём      | 7.9 км, 14 кп                                                         |
| 1976 | Лийса Вейялайнен         | Кристин Кульман           | Анна Лундмарк         | 8.9 км, 16 кп                                                         |
| 1978 | Анне Берит Эйд           | Лийса Вейялайнен          | Венке Якобсен         | 8.6 км, 14 кп                                                         |
| 1979 | Оути Боргенстрём         | Лийса Вейялайнен          | Моника Андерссон      | 8.3 км, 10 кп                                                         |
| 1981 | Анникен Крингстад        | Брит Вольден              | Карин Рабе            | 8.7 км, 12 кп                                                         |
| 1983 | Анникен Крингстад        | Марита Скугум             | Аннарийтта Коттонен   | 8.1 км, 18 кп                                                         |
| 1985 | Анникен Крингстад        | Брит Вольден              | Кристина Блумквист    | 8.4 км, 14 кп                                                         |
| 1987 | Арья Ханнус              | Карин Рабе                | Яна Галикова          | 8.8 км, 15 кп                                                         |
| 1989 | Марита Скугум            | Яна Галикова              | Алида Абола           | 9.7 км, 15 кп                                                         |
| 1991 | Каталин Олах             | Кристина Блумквист        | Яна Галикова          | 10.5 км, 16 кп                                                        |
| 1993 | Марита Скугум            | Анника Вийло              | Иветт Хейг            | 8.6 км, 14 кп                                                         |
| 1995 | Каталин Олах             | Иветт Хейг Эйя Коскиваара |                       | 9.7 км, 21 кп                                                         |
| 1997 | Ханне Стафф              | Катарина Борг             | Ханне Сандстад        | 8.7 км, 17 кп                                                         |
| 1999 | Кирси Бустрём            | Ханне Стафф               | Йоханна Асклёф        | 10.3 км, 18 кп                                                        |
| 2001 | Симона Лудер             | Марика Миккола            | Реэта-Мари Колккала   | 9.7 км, 17 кп                                                         |
| 2003 | Симона Лудер             | Каролина А. Хёйсгорд      | Бригитта Вольф        | 11.8 км, 19 кп                                                        |
| 2004 | Каролина А. Хёйсгорд     | Ханне Стафф               | Марика Миккола        |                                                                       |
| 2005 | Симона Ниггли-Лудер      | Хели Юккола               | Врони Кёниг-Салми     | 8.8 км, 21 кп                                                         |
| 2006 | Симона Ниггли-Лудер      | Марианне Андерсен         | Дана Брожкова         | 11.7 км, 24 кп                                                        |
| 2007 | Минна Кауппи Хели Юккола |                           | Симона Ниггли-Лудер   | 11.95 км, 23 кп                                                       |
| 2008 | Дана Брожкова            | Марианне Андерсен         | Анника Бильстам       | 11.9 км, 24 кп                                                        |
| 2009 | Симона Ниггли            | Марианне Андерсен         | Минна Кауппи          | 11.79 км, 27 кп                                                       |
| 2010 | Симона Ниггли            | Марианне Андерсен         | Эмма Классон          | 9.88 км, 22 кп результаты                                             |
| 2011 | Анника Бильстам          | Дана Брожкова             | Хелена Янссон         | М.Кауппи 25 минут искала 1 КП, затем сошла. Новикова—10, Фершалова—20 |
| 2012 | Симона Ниггли            | Минна Кауппи              | Анника Бильстам       |                                                                       |
| 2013 | Симона Ниггли            | Туве Александерссон       | Лена Элиассон         |                                                                       |
| 2014 | Светлана Миронова        | Туве Александерссон       | Юдит Видер            |                                                                       |
| 2015 | Ида Бобах                | Мари Фастинг              | Светлана Миронова     |                                                                       |
| 2016 | Туве Александерссон      | Наталья Гемперле          | Анне Маргрете Хаускен |                                                                       |
| 2017 | Туве Александерссон      | Майя Альм                 | Наталья Гемперле      |                                                                       |

### Короткая/Средняя
В 1991 году на ЧМ была введена короткая дистанция. С 2003 года она называется средняя.

#### Мужчины
| Год  | Золото                | Серебро           | Бронза                       | Прим.                                     |
| ---- | --------------------- | ----------------- | ---------------------------- | ----------------------------------------- |
| 1991 | Петр Козак            | Кент Ульссон      | Мартин Юханссон              | 5.8 км, 10 кп                             |
| 1993 | Петтер Торесен        | Тимо Карппинен    | Мартин Юханссон              | 4.7 км, 14 кп                             |
| 1995 | Юрий Омельченко       | Йёрген Мортенссон | Бьёрнар Вальстад             | 5.6 км, 18 кп                             |
| 1997 | Янне Салми            | Тимо Карппинен    | Бьёрнар Вальстад             | 4.2 км, 16 кп                             |
| 1999 | Йорген Роструп        | Юха Пельтола      | Янне Салми                   | 4.5 км, 17 кп                             |
| 2001 | Паси Иконен           | Туре Сандвик      | Йорген Роструп               | 4.1 км, 15 кп                             |
| 2003 | Тьерри Жоржиу         | Бьёрнар Вальстад  | Эйстейн Кристиансен          | 5.0 км, 21 кп                             |
| 2004 | Тьерри Жоржиу         | Валентин Новиков  | Андерс Нордберг              |                                           |
| 2005 | Тьерри Жоржиу         | Крис Теркельсен   | Яркко Хуовила                | 5.0 км, 13 кп                             |
| 2006 | Хольгер Хотт Йохансен | Яркко Хуовила     | Джейми Стивенсон             | 6.3 км, 23 кп                             |
| 2007 | Тьерри Жоржиу         | Теро Фёр          | Валентин Новиков             | 6.15 км, 17 кп                            |
| 2008 | Тьерри Жоржиу         | Михал Смола       | Валентин Новиков             | 5.8 км, 27 кп                             |
| 2009 | Тьерри Жоржиу         | Даниэль Хубман    | Матиас Мерц                  | 6.57 км, 25 кп                            |
| 2010 | Карл Волер Кос        | Петер Эберг       | Тьерри Жоржиу Даниэль Хубман | ? км, ? кп результаты                     |
| 2011 | Тьерри Жоржиу         | Петер Эберг       | Улав Лунданес                | 5,4 км, 21 кп, 315 м (перепад) результаты |
| 2012 | Эдгар Бертукс         | Валентин Новиков  | Фабиан Хертнер               |                                           |
| 2013 | Леонид Новиков        | Тьерри Жоржиу     | Густав Бергман               |                                           |
| 2014 | Улав Лунданес         | Фабиан Хертнер    | Олександр Кратов             |                                           |
| 2015 | Даниэль Хубман        | Лукас Бассет      | Олле Бострэм                 |                                           |
| 2016 | Матиас Кибурц         | Улав Лунданес     | Даниэль Хубман               |                                           |
| 2017 | Тьерри Жоржиу         | Фабиан Хертнер    | Олександр Кратов             |                                           |

#### Женщины
| Год  | Золото              | Серебро             | Бронза                       | Прим.                                     |
| ---- | ------------------- | ------------------- | ---------------------------- | ----------------------------------------- |
| 1991 | Яна Цисларова       | Ада Кухаржова       | Марита Скугум                | 5.5 км, 9 кп                              |
| 1993 | Анна Бугрен         | Марита Скугум       | Эйя Коскиваара               | 3.7 км, 11 кп                             |
| 1995 | Мари-Люс Романан    | Иветт Хейг          | Марлена Янссон Анна Бугрен   | 4.6 км, 14 кп                             |
| 1997 | Люси Бём            | Ханне Сандстад      | Ханне Стафф Мари-Люс Романан | 3.3 км, 13 кп                             |
| 1999 | Иветт Бейкер        | Люси Бём            | Фрауке Шмитт-Гран            | 3.6 км, 13 кп                             |
| 2001 | Ханне Стафф         | Йенни Юханссон      | Гунилла Сверд                | 3.6 км, 11 кп                             |
| 2003 | Симона Лудер        | Ханне Стафф         | Хели Юккола                  | 4.5 км, 18 кп                             |
| 2004 | Ханне Стафф         | Татьяна Рябкина     | Хели Юккола                  |                                           |
| 2005 | Симона Ниггли-Лудер | Йенни Юханссон      | Минна Кауппи                 | 4.1 км, 13 кп                             |
| 2006 | Симона Ниггли-Лудер | Марианне Андерсен   | Татьяна Рябкина              | 5.2 км, 22 кп                             |
| 2007 | Симона Ниггли-Лудер | Хели Юккола         | Марианне Андерсен            | 5.08 км, 14 кп                            |
| 2008 | Минна Кауппи        | Врони Кёниг-Салми   | Радка Брожкова               | 4.8 км, 23 кп                             |
| 2009 | Дана Брожкова       | Марианне Андерсен   | Симона Ниггли                | 5.34 км, 22 кп                            |
| 2010 | Минна Кауппи        | Симона Ниггли       | Марианне Андерсен            | 4.53 км, 16 кп результаты                 |
| 2011 | Хелена Янссон       | Ида Бобах           | Юдит Видер                   | 3.8 км, 16 кп, 260 м (перепад) результаты |
| 2012 | Минна Кауппи        | Туве Александерссон | Татьяна Рябкина              |                                           |
| 2013 | Симона Ниггли       | Туве Александерссон | Мерья Рантанен               |                                           |
| 2014 | Анника Бильстам     | Ида Бобах           | Туве Александерссон          |                                           |
| 2015 | Анника Бильстам     | Мерья Рантанен      | Эмма Юханссон                |                                           |
| 2016 | Туве Александерссон | Хейди Бакстеволд    | Наталья Гемперле             |                                           |
| 2017 | Туве Александерссон | Марианне Андерсен   | Венла Ниеми                  |                                           |

### Спринт

#### Мужчины
| Год  | Золото           | Серебро                        | Бронза           | Прим.                     |
| ---- | ---------------- | ------------------------------ | ---------------- | ------------------------- |
| 2001 | Джимми Бирклин   | Паси Иконен                    | Йёрген Ульссон   | 2.66 км, 12 кп            |
| 2003 | Джейми Стивенсон | Рудольф Ропек                  | Тьерри Жоржиу    | 2.8 км, 18 кп             |
| 2004 | Никлас Юнассон   | Хокан Эрикссон Юрий Омельченко |                  | 3.06 км 12 кп             |
| 2005 | Эмиль Вингстедт  | Даниэль Хубман                 | Яни Лаканен      | 2.4 км, 14 кп             |
| 2006 | Эмиль Вингстедт  | Даниэль Хубман                 | Клаус Блох       | 3.1 км, 21 кп             |
| 2007 | Тьерри Жоржиу    | Матиас Мерц                    | Мартин Юханссон  | 3.2 км, 15 кп             |
| 2008 | Андрей Храмов    | Даниэль Хубман                 | Мартин Юханссон  | 3.0 км, 17 кп             |
| 2009 | Андрей Храмов    | Фабиан Хертнер                 | Даниэль Хубман   | 3.15 км, 22 кп            |
| 2010 | Матиас Мюллер    | Фабиан Хертнер                 | Фредерик Траншан | 2.74 км, 21 кп результаты |
| 2011 | Даниэль Хубман   | Андерс Хольмберг               | Матиас Мюллер    | Детков—23, Храмов—26      |
| 2012 | Матиас Кибурц    | Матиас Мерц                    | Матиас Мюллер    |                           |
| 2013 | Мортен Бустрём   | Скотт Фрейзер                  | Юнас Леандерссон |                           |
| 2014 | Сёрен Бобах      | Даниэль Хубман                 | Туе Лассен       |                           |
| 2015 | Юнас Леандерссон | Мартин Хубман                  | Еркер Лисель     |                           |
| 2016 | Еркер Лисель     | Матиас Кибурц                  | Даниэль Хубман   |                           |
| 2017 | Даниэль Хубман   | Фредерик Траншан               | Еркер Лисель     |                           |

#### Женщины
| Год  | Золото                | Серебро               | Бронза               | Прим.                         |
| ---- | --------------------- | --------------------- | -------------------- | ----------------------------- |
| 2001 | Врони Кёниг-Салми     | Йоханна Асклёф        | Симона Лудер         | 2.24 км, 10 кп                |
| 2003 | Симона Лудер          | Мари-Люс Романан      | Йенни Юханссон       | 2.6 км, 17 кп                 |
| 2004 | Симона Ниггли-Лудер   | Каролина А. Хёйсгорд  | Элисабет Ингвальдсен | 2.56 км, 11 кп                |
| 2005 | Симона Ниггли-Лудер   | Анне Маргрете Хаускен | Хизер Монроу         | 2.1 км, 12 кп                 |
| 2006 | Хэнни Оллстон         | Симона Ниггли-Лудер   | Кайса Нильссон       | 2.7 км, 15 кп                 |
| 2007 | Симона Ниггли-Лудер   | Минна Кауппи          | Лена Элиассон        | 2.47 км, 14 кп                |
| 2008 | Анне Маргрете Хаускен | Минна Кауппи          | Хелена Янссон        | 2.5 км, 17 кп                 |
| 2009 | Хелена Янссон         | Линнеа Густафссон     | Симона Ниггли        | 2.62 км, 18 кп                |
| 2010 | Симона Ниггли         | Хелена Янссон         | Марианне Андерсен    | 2.62 км, 21 кп результаты     |
| 2011 | Линнеа Густафссон     | Хелена Янссон         | Лена Элиассон        | А.Тихонова—5, Г.Виноградова—8 |
| 2012 | Симона Ниггли         | Майя Альм             | Анника Бильстам      |                               |
| 2013 | Симона Ниггли         | Анника Бильстам       | Венла Ниеми          |                               |
| 2014 | Юдит Видер            | Туве Александерссон   | Майя Альм            |                               |
| 2015 | Майя Альм             | Надежда Волынская     | Галина Виноградова   |                               |
| 2016 | Майя Альм             | Юдит Видер            | Анастасия Денисова   |                               |
| 2017 | Майя Альм             | Наталья Гемперле      | Галина Виноградова   |                               |

### Смешанная эстафета
Смешанная эстафета (Sprint Relay) входит в программу чемпионатов мира c 2014 года. В команде 4 человека, двое мужчин и две женщины.
| Год  | Золото                                                                  | Серебро                                                                           | Бронза                                                                          | Прим. |
| ---- | ----------------------------------------------------------------------- | --------------------------------------------------------------------------------- | ------------------------------------------------------------------------------- | ----- |
| 2014 | Швейцария · Рахель Фридрих · Мартин Хубман · Матиас Кибурц · Юдит Видер | Дания · Эмма Клингенберг · Туе Лассен · Сёрен Бобах · Майя Альм                   | Россия · Анастасия Тихонова · Глеб Тихонов · Андрей Храмов · Галина Виноградова |       |
| 2015 | Дания · Эмма Клингенберг · Туе Лассен · Сёрен Бобах · Майя Альм         | Норвегия · Элис Эгсет · Хакон Вестергард · Ойстейн Остербё · Анне Магрете Хаускен | Россия · Татьяна Рябкина · Глеб Тихонов · Андрей Храмов · Галина Виноградова    |       |
| 2016 | Дания · Сесиль Клиснер · Туе Лассен · Сёрен Бобах · Майя Альм           | Швейцария · Рахель Фридрих · Мартин Хубман · Флориан Ховалд · Юдит Видер          | Швеция Лина Станд Юнас Леандерссон Густав Бергман Хелена Янссон                 |       |
| 2017 | Швеция Лина Станд Юнас Леандерссон Еркер Лисель Хелена Янссон           | Дания · Сесиль Клиснер · Туе Лассен · Андреас Боэсен · Майя Альм                  | Швейцария · Сабина Хаусвирт · Мартин Хубман · Флориан Ховалд · Елена Рос        |       |

### Эстафета

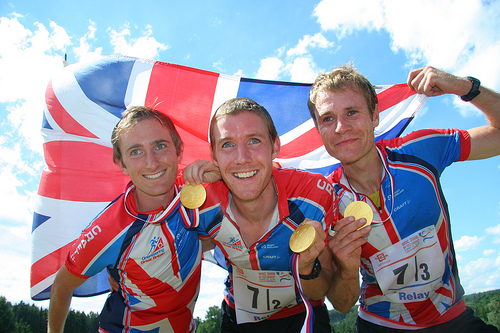
Мужская эстафетная команда Великобритании после сенсационной победы на ЧМ 2008

#### Мужчины
| Год  | Золото                                                                         | Серебро                                                                             | Бронза                                                                            | Прим.      |
| ---- | ------------------------------------------------------------------------------ | ----------------------------------------------------------------------------------- | --------------------------------------------------------------------------------- | ---------- |
| 1966 | Швеция · Бертиль Норман · Карл Юханссон · Андерс Морелиус · Ёран Элунд         | Финляндия · Эркки Кохвакка · Рольф Коскинен · Юхани Салменкюля · Аймо Тепселль      | Норвегия · Дагфинн Ольсен · Ола Скархольт · Оге Хадлер · Стиг Берге               |            |
| 1968 | Швеция · Стуре Бьёрк · Карл Юханссон · Стен-Улоф Карлстрём · Ёран Элунд        | Финляндия · Рольф Коскинен · Веййо Тахванайнен · Юхани Салменкюля · Маркку Салминен | Норвегия · Пер Фоссер · Ола Скархольт · Стиг Берге · Оге Хадлер                   |            |
| 1970 | Норвегия · Ола Скархольт · Стиг Берге · Пер Фоссер · Оге Хадлер                | Швеция · Бьёрн Нурдин · Карл Юханссон · Стуре Бьёрк · Бернт Фрилен                  | Чехословакия · Зденек Ленгарт · Богуслав Беранек · Ярослав Яшек · Сватослав Галик |            |
| 1972 | Швеция · Леннарт Карлстрём · Рольф Петтерссон · Арне Юханссон · Бернт Фрилен   | Швейцария · Дитер Хуллигер · Дитер Вольф · Бернар Марти · Karl John                 | Венгрия · Золтан Борош · Янош Шётер · Геза Вайда · Андраш Хегедюш                 |            |
| 1974 | Швеция · Рольф Петтерссон · Гуннар Элунд · Арне Юханссон · Бернт Фрилен        | Финляндия · Ханну Мякиринта · Маркку Салминен · Ристо Нуурос · Сеппо Вяли-Клемеля   | Норвегия · Свейн Якобсен · Ян Фьерестад · Ивар Формо · Эйстейн Вельтцин           |            |
| 1976 | Швеция · Эрик Юханссон · Ерт Петтерссон · Арне Юханссон · Рольф Петтерссон     | Норвегия · Ян Фьерестад · Эйстейн Хальворсен · Свейн Якобсен · Эгиль Йохансен       | Финляндия · Ханну Мякиринта · Маркку Салминен · Матти Мякинен · Киммо Раухамяки   |            |
| 1978 | Норвегия · Ян Фьерестад · Свейн Якобсен · Эгиль Йохансен · Эйстейн Вельтцин    | Швеция · Рольф Петтерссон · Ларс Лённквист · Челль Лаури · Олле Набу                | Финляндия · Урхо Куяла · Йорма Карвонен · Симо Нурминен · Ристо Нуурос            |            |
| 1979 | Швеция · Рольф Петтерссон · Челль Лаури · Ларс Лённквист · Бьёрн Русендаль     | Финляндия · Сеппо Кескинаркаус · Ханну Коттонен · Ристо Нуурос · Ари Аньяла         | Чехословакия · Петр Угер · Зденек Ленгарт · Йиржи Тихачек · Ярослав Качмарчик     |            |
| 1981 | Норвегия · Эйвин Тон · Харальд Тон · Туре Сагвольден · Сигурд Дэли             | Швеция · Ларс-Хенрик Унделанд · Бенгт Левин · Йёрген Мортенссон · Ларс Лённквист    | Финляндия · Кари Саллинен · Ари Аньяла · Сеппо Рюткёнен · Ханну Коттонен          |            |
| 1983 | Норвегия · Мортен Берглиа · Эйвин Тон · Туре Сагвольден · Харальд Тон          | Чехословакия · Властимил Ухитил · Павел Дитрих · Йозеф Поллак · Ярослав Качмарчик   | Швеция · Бенгт Левин · Челль Лаури · Ларс Лённквист · Кент Ульссон                |            |
| 1985 | Норвегия · Мортен Берглиа · Атле Хансен · Туре Сагвольден · Эйвин Тон          | Швеция · Ларс Пальмквист · Микаэль Велин · Челль Лаури · Йёрген Мортенссон          | Швейцария · Вилли Мюллер · Мартин Ховальд · Урс Флюман · Ален Гафнер              |            |
| 1987 | Норвегия · Мортен Берглиа · Ховард Твейте · Туре Сагвольден · Эйвин Тон        | Швейцария · Маркус Штаппунг · Штефан Боллигер · Каспар Эттли · Урс Флюман           | Швеция · Кент Ульссон · Ханс Мелин · Йёрген Мортенссон · Ларс Лённквист           |            |
| 1989 | Норвегия · Эйвин Тон · Рольф Вестре · Петтер Торесен · Ховард Твейте           | Швеция · Кент Ульссон · Микаэль Велин · Йёрген Мортенссон · Хокан Эрикссон          | Финляндия · Кеййо Парккинен · Ари Каттайнен · Петер Иварс · Реййо Маттинен        |            |
| 1991 | Швейцария · Томас Бюрер · Ален Берже · Урс Флюман · Кристиан Эберсольд         | Норвегия · Петтер Торесен · Бьёрнар Вальстад · Рольф Вестре · Ховард Твейте         | Финляндия · Реййо Маттинен · Ари Аньяла · Мика Куйсма · Кеййо Парккинен           |            |
| 1993 | Швейцария · Доминик Хумбель · Кристиан Эберсольд · Урс Флюман · Томас Бюрер    | Великобритания · Джонатан Масгрейв · Мартин Бэгнесс · Стивен Палмер · Стивен Хейл   | Финляндия · Кеййо Парккинен · Мика Куйсма · Петри Форсман · Тимо Карппинен        |            |
| 1995 | Швейцария · Ален Берже · Даниэль Хоц · Кристиан Эберсольд · Томас Бюрер        | Финляндия · Кеййо Парккинен · Реййо Маттинен · Тимо Карппинен · Янне Салми          | Швеция · Ларс Хольмквист · Джимми Бирклин · Юхан Иварссон · Йёрген Мортенссон     |            |
| 1997 | Дания · Торбен Скоулюст · Карстен Йоргенсен · Крис Теркельсен · Аллан Могенсен | Финляндия · Тимо Карппинен · Юха Пельтола · Микаэль Бустрём · Янне Салми            | Норвегия · Ховард Твейте · Бьёрнар Вальстад · Хьетиль Бьёрло · Петтер Торесен     |            |
| 1999 | Норвегия · Туре Сандвик · Бернт Бьёрнсгорд · Петтер Торесен · Бьёрнар Вальстад | Финляндия · Яни Лаканен · Юха Пельтола · Микаэль Бустрём · Янне Салми               | Швеция · Джимми Бирклин · Хокан Эрикссон · Йёрген Ульссон · Юхан Иварссон         |            |
| 2001 | Финляндия · Яни Лаканен · Яркко Хуовила · Юха Пельтола · Янне Салми            | Норвегия · Бернт Бьёрнсгорд · Карл Хенрик Бьёрсет · Туре Сандвик · Бьёрнар Вальстад | Чехия · Михал Горачек · Михал Йедличка · Радек Новотны · Рудольф Ропек            |            |
| 2003 | Швеция · Никлас Юнассон · Маттиас Карлссон · Эмиль Вингстедт                   | Финляндия · Яни Лаканен · Яркко Хуовила · Матс Хальдин                              | Великобритания · Дэниэл Марстон · Джон Данкен · Джейми Стивенсон                  |            |
| 2004 | Норвегия · Бьёрнар Вальстад · Эйстейн Кристиансен · Йорген Роструп             | Россия · Михаил Мамлеев · Андрей Храмов · Валентин Новиков                          | Швеция · Маттиас Карлссон · Эмиль Вингстедт · Никлас Юнассон                      |            |
| 2005 | Норвегия · Хольгер Хотт · Эйстейн Кристиансен · Йорген Роструп                 | Франция · Франсуа Гонон · Дамьен Ренар · Тьерри Жоржиу                              | Швейцария · Матиас Мерц · Марк Лауэнштайн · Даниэль Хубман                        |            |
| 2006 | Россия · Роман Ефимов · Андрей Храмов · Валентин Новиков                       | Финляндия · Матс Хальдин · Яркко Хуовила · Яни Лаканен                              | Швеция · Никлас Юнассон · Эмиль Вингстедт · Маттиас Карлссон                      |            |
| 2007 | Россия · Роман Ефимов · Андрей Храмов · Валентин Новиков                       | Швеция · Петер Эберг · Давид Андерссон · Эмиль Вингстедт                            | Финляндия · Матс Хальдин · Паси Иконен · Теро Фёр                                 |            |
| 2008 | Великобритания · Грэм Гриствуд · Джон Данкен · Джейми Стивенсон                | Россия · Дмитрий Цветков · Андрей Храмов · Валентин Новиков                         | Швейцария · Батист Ролье · Матиас Мерц · Даниэль Хубман                           |            |
| 2009 | Швейцария · Батист Ролье · Даниэль Хубман · Матиас Мерц                        | Россия · Дмитрий Цветков · Валентин Новиков · Андрей Храмов                         | Финляндия · Топи Аньяла · Теро Фёр · Матс Хальдин                                 |            |
| 2010 | Россия · Андрей Храмов · Дмитрий Цветков · Валентин Новиков                    | Норвегия · Карл Волер Кос · Аудун Вельтцин · Улав Лунданес                          | Швейцария · Даниэль Хубман · Матиас Мюллер · Матиас Мерц                          | результаты |
| 2011 | Франция · Филипп Адамски · Франсуа Гонон · Тьерри Жоржиу                       | Норвегия · Карл Волер Кос · Андерс Нордберг · Улав Лунданес                         | Швеция · Андерс Хольмберг · Улле Бустрём · Давид Андерссон                        |            |
| 2012 | Чехия · Томаш Длабая · Ян Седиви · Ян Прохазка                                 | Норвегия · Магне Дэли · Карл Волер Кос · Улав Лунданес                              | Швеция · Юнас Леандерссон · Петер Эберг · Андерс Хольмберг                        |            |
| 2013 | Россия · Леонид Новиков · Валентин Новиков · Дмитрий Цветков ·                 | Швеция · Андерс Хольмберг · Петер Эберг · Густав Бергман                            | Украина · Павел Ушкварок · Александр Кратов · Денис Щербаков                      |            |
| 2014 | Швеция · Юнас Леандерссон · Фредрик Юханссон · Густав Бергман                  | Швейцария · Фабиан Хертнер · Даниэль Хубман · Матиас Кибурц                         | Франция · Фредерик Траншан · Франсуа Гонон · Тьерри Жоржиу                        |            |
| 2015 | Швейцария · Фабиан Хертнер · Даниэль Хубман · Матиас Кибурц                    | Норвегия · Ойстейн Остербё · Карл Волер Кос · Магне Дэйли ·                         | Франция · Винсент Купат · Лукас Бассет · Фредерик Траншан ·                       |            |

#### Женщины
| Год  | Золото                                                                                       | Серебро                                                                                   | Бронза                                                                                 | Прим.      |
| ---- | -------------------------------------------------------------------------------------------- | ----------------------------------------------------------------------------------------- | -------------------------------------------------------------------------------------- | ---------- |
| 1966 | Швеция · Черстин Гранстедт · Эйвор Стеен-Олссон · Гунборг Алинг                              | Финляндия · Анья Мельдо · Пирьо Руотсалайнен · Райла Хови                                 | Норвегия · Астрид Хансен · Рагнхилль Кристенсен · Ингрид Торесен                       |            |
| 1968 | Норвегия · Астрид Рёдмюр · Астрид Хансен · Ингрид Хадлер                                     | Швеция · Гун-Бритт Нюберг · Черстин Гранстедт · Улла Линдквист                            | Финляндия · Пирьо Сеппя · Туула Хови · Райла Керкеля                                   |            |
| 1970 | Швеция · Биргитта Ларссон · Эйвор Стеен-Олссон · Улла Линдквист                              | Венгрия · Магда Хорват · Агнеш Хегедюш · Шарольта Моншпарт                                | Норвегия · Астрид Рёдмюр · Кристин Даниэльсен · Ингрид Хадлер                          |            |
| 1972 | Финляндия · Синикка Кукконен · Пирьо Сеппя · Лийса Вейялайнен                                | Швеция · Бригитта Юханссон · Улла Линдквист · Биргитта Ларссон                            | Чехословакия · Надежда Мертова · Рената Влахова · Анна Гандзлова                       |            |
| 1974 | Швеция · Биргитта Ларссон · Моника Андерссон · Кристин Кульман                               | Норвегия · Кристин Даниэльсен · Ингрид Хадлер · Линда Верде                               | Чехословакия · Дана Прохазкова · Анна Гандзлова · Рената Влахова                       |            |
| 1976 | Швеция · Ингрид Ульссон · Кристин Кульман · Анна Лундмарк                                    | Финляндия · Оути Боргенстрём · Синикка Кукконен · Лийса Вейялайнен                        | Венгрия · Ирен Рошташ · Магда Ковач · Шарольта Моншпарт                                |            |
| 1978 | Финляндия · Оути Боргенстрём · Марита Руохо · Лийса Вейялайнен                               | Швеция · Ева Муберг · Карин Рабе · Кристин Кульман                                        | Швейцария · Рут Баумбергер · Рут Хумбель · Ханни Фрис                                  |            |
| 1979 | Финляндия · Леэна Сильвеннойнен · Леэна Салменкюля · Лийса Вейялайнен                        | Норвегия · Анне Берит Эйд · Астрид Карлсон · Брит Вольден                                 | Швеция · Анна Лена Аксельссон · Карин Рабе · Моника Андерссон                          |            |
| 1981 | Швеция · Арья Ханнус · Барбро Лённквист · Карин Рабе · Анникен Крингстад                     | Финляндия · Хелена Маннервеси · Марита Руохо · Лийса Вейялайнен · Оути Боргенстрём        | Швейцария · Рут Шмид · Аннелис Майер · Ирена Бухер · Рут Хумбель                       |            |
| 1983 | Швеция · Карин Рабе · Марита Скугум · Черстин Монссон · Анникен Крингстад                    | Чехословакия · Ива Калибанова · Эва Бартова · Яна Главачова · Ада Кухаржова               | Дания · Метте Фильскоу · Ханне Бирке · Карин Екснер · Дорте Хансен                     |            |
| 1985 | Швеция · Карин Рабе · Кристина Блумквист · Черстин Монссон · Анникен Крингстад               | Норвегия · Рагнхилль Братберг · Хильде Теллесбё · Хелле Йохансен · Эллен Софи Ольсвик     | Швейцария · Сусанна Люшер · Фрауке Зондереггер · Бригитта Цюрхер · Рут Хумбель         |            |
| 1987 | Норвегия · Рагнхилль Братберг · Рагнхилль Бенте Андерсен · Эллен Софи Ольсвик · Брит Вольден | Швеция · Арья Ханнус · Катарина Борг · Марита Скугум · Карин Рабе                         | Чехословакия · Ива Калибанова · Ива Сланинова · Ада Кухаржова · Яна Галикова           |            |
| 1989 | Швеция · Карин Рабе · Арья Ханнус · Черстин Хаглунд · Марита Скугум                          | Чехословакия · Петра Вагнерова · Яна Цисларова · Ада Кухаржова · Яна Галикова             | Финляндия · Марья Лийса Портин · Улла Мянттяри · Анника Вийло · Эйя Коскиваара         |            |
| 1991 | Швеция · Арья Ханнус · Кристина Блумквист · Марлена Янссон · Марита Скугум                   | Норвегия · Ханне Сандстад · Хейди Арнесен · Рагнхилль Братберг · Рагнхилль Бенте Андерсен | Чехия · Марцела Кубаткова · Яна Галикова · Ада Кухаржова · Яна Цисларова               |            |
| 1993 | Швеция · Анетта Нильссон · Марлена Янссон · Анна Бугрен · Марита Скугум                      | Финляндия · Йоханна Тийра · Кирси Тийра · Анника Вийло · Эйя Коскиваара                   | Чехия · Петра Новотна · Мария Гонзова · Марцела Кубаткова · Яна Цисларова              |            |
| 1995 | Финляндия · Кирси Тийра · Реэта-Мари Колккала · Эйя Коскиваара · Анника Вийло                | Швеция · Анетта Гранстедт · Мария Густавссон · Анна Бугрен · Марлена Янссон               | Чехия · Петра Новотна · Мария Гонзова · Марцела Кубаткова · Яна Цисларова              |            |
| 1997 | Швеция · Анна Бугрен · Гунилла Сверд · Сесилия Нильссон · Марлена Янссон                     | Норвегия · Торунн Фоссли Сэтре · Элисабет Ингвальдсен · Ханне Сандстад · Ханне Стафф      | Швейцария · Бригитта Вольф · Мари-Люс Романан · Врони Кёниг · Сабрина Майстер-Фесселер |            |
| 1999 | Норвегия · Биргитта Хусебюэ · Элисабет Ингвальдсен · Ханне Сандстад · Ханне Стафф            | Финляндия · Реэта-Мари Колккала · Санна Нюмальм · Кирси Бустрём · Йоханна Асклёф          | Швеция · Катарина Альберг · Марлена Янссон · Анетта Гранстедт · Гунилла Сверд          |            |
| 2001 | Финляндия · Реэта-Мари Колккала · Лийса Анттила · Марика Миккола · Йоханна Асклёф            | Швеция · Катарина Альберг · Йенни Юханссон · Сесилия Нильссон · Гунилла Сверд             | Норвегия · Биргитта Хусебюэ · Линда Антонсен · Элисабет Ингвальдсен · Ханне Стафф      |            |
| 2003 | Швейцария · Бригитта Вольф · Врони Кёниг-Салми · Симона Лудер                                | Швеция · Гунилла Сверд · Каролина А. Хёйсгорд · Йенни Юханссон                            | Норвегия · Элисабет Ингвальдсен · Биргитта Хусебюэ · Ханне Стафф                       |            |
| 2004 | Швеция · Гунилла Сверд · Йенни Юханссон · Каролина А. Хёйсгорд                               | Финляндия · Марика Миккола · Минна Кауппи · Хели Юккола                                   | Норвегия · Биргитта Хусебюэ · Элисабет Ингвальдсен · Ханне Стафф                       |            |
| 2005 | Швейцария · Леа Мюллер · Врони Кёниг-Салми · Симона Ниггли-Лудер                             | Норвегия · Марианне Андерсен · Марианне Риддерволль · Анне Маргрете Хаускен               | Швеция · Йенни Юханссон · Каролина А. Хёйсгорд · Эмма Энгстранд                        |            |
| 2006 | Финляндия · Паула Хаапакоски · Хели Юккола · Минна Кауппи                                    | Швеция · Йенни Юханссон · Кайса Нильссон · Каролина А. Хёйсгорд                           | Швейцария · Мартина Фричи · Врони Кёниг-Салми · Симона Ниггли-Лудер                    |            |
| 2007 | Финляндия · Паула Хаапакоски · Хели Юккола · Минна Кауппи                                    | Швеция · Анника Бильстам · Эмма Энгстранд · Хелена Янссон                                 | Норвегия · Ингунн Хультгреен Вельтцин · Марианне Андерсен · Анне Маргрете Хаускен      |            |
| 2008 | Финляндия · Катри Линдеквист · Мерья Рантанен · Минна Кауппи                                 | Россия · Галина Виноградова · Юлия Новикова · Татьяна Рябкина                             | Швеция · Анника Бильстам · Софи Юханссон · Хелена Янссон                               |            |
| 2009 | Норвегия · Бетти Анн Бьеркрейм Нильсен · Анне Маргрете Хаускен · Марианне Андерсен           | Швеция · Каролина А. Хёйсгорд · Кайса Нильссон · Хелена Янссон                            | Финляндия · Будил Кристина Хольмстрём · Мерья Рантанен · Минна Кауппи                  |            |
| 2010 | Финляндия · Анни-Майя Финке · Мерья Рантанен · Минна Кауппи                                  | Норвегия · Элиза Эсет · Анне Маргрете Хаускен · Марианне Андерсен                         | Швеция · Анника Бильстам · Эмма Классон · Хелена Янссон                                | результаты |
| 2011 | Финляндия · Анни-Майя Финке · Мерья Рантанен · Минна Кауппи                                  | Чехия · Мартина Зверинова · Ева Юрженикова · Дана Брожкова                                | Швеция · Хелена Янссон · Туве Александерссон · Анника Бильстам                         | результаты |
| 2012 | Швейцария · Инес Бродман · Юдит Видер · Симона Ниггли                                        | Швеция · Анника Бильстам · Хелена Янссон · Туве Александерссон                            | Норвегия · Силье Экролл Ярен · Мари Фастинг · Анне Маргрете Хаускен                    |            |
| 2013 | Норвегия · Хейди Багстеволд · Мари Фастинг · Анне Маргрете Хаускен Нурберг                   | Финляндия · Венла Ниеми · Анни-Майя Финке · Минна Кауппи                                  | Швейцария · Сара Люшер · Юдит Видер · Симона Ниггли                                    |            |
| 2014 | Швейцария · Сара Люшер · Сабина Хосвирт · Юдит Видер                                         | Дания · Эмма Клингенберг · Ида Бобах · Майа Альм                                          | Швеция · Хелена Янссон · Анника Бильстам · Туве Александерссон                         |            |
| 2015 | Дания · Майа Альм · Ида Бобах · Эмма Клингенберг                                             | Норвегия · Хайди Эльстед Багстевольд · Мари Фастинг · Анне Маргрете Хаускен               | Швеция · Хелена Янссон · Анника Бильстам · Эмма Юханссон                               |            |

## Филателия и нумизматика
Чемпионаты мира нашли отражение и в филателии. Почты Швеции, ГДР, Дании, Финляндии и Швейцарии выпустили марки и конверты первого дня, посвященные чемпионатам мира по спортивному ориентированию.
| \| Страна \| Дата \| Михель \| ЧМ \| \| --------- \| ---------- \| ------ \| ------- \| \| Швеция \| 05.09.1968 \| 616 \| ЧМ 1968 \| \| Швеция \| 05.09.1968 \| 617 \| ЧМ 1968 \| \| ГДР \| 15.09.1970 \| 1605 \| ЧМ 1970 \| \| ГДР \| 15.09.1970 \| 1606 \| ЧМ 1970 \| \| Дания \| 22.08.1974 \| 573 \| ЧМ 1974 \| \| Дания \| 22.08.1974 \| 574 \| ЧМ 1974 \| \| Финляндия \| 07.02.1979 \| 837 \| ЧМ 1979 \| \| Финляндия \| 2001 \| 1574 \| ЧМ 2001 \| \| Швейцария \| 2003 \| 1872 \| ЧМ 2003 \| |            |        |         |
| Страна | Дата       | Михель | ЧМ      |
| Швеция | 05.09.1968 | 616    | ЧМ 1968 |
| Швеция | 05.09.1968 | 617    | ЧМ 1968 |
| ГДР | 15.09.1970 | 1605   | ЧМ 1970 |
| ГДР | 15.09.1970 | 1606   | ЧМ 1970 |
| Дания | 22.08.1974 | 573    | ЧМ 1974 |
| Дания | 22.08.1974 | 574    | ЧМ 1974 |
| Финляндия | 07.02.1979 | 837    | ЧМ 1979 |
| Финляндия | 2001       | 1574   | ЧМ 2001 |
| Швейцария | 2003       | 1872   | ЧМ 2003 |

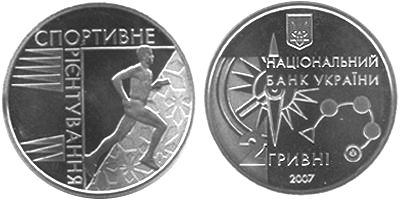
Монета банка Украины в честь ЧМ 2007 в Киеве

Более скромно отражены чемпионаты мира в нумизматике. В 2007 году национальный банк Украины выпустил монету номиналом 2 гривны и приурочил выпуск к чемпионату мира в Киеве.